# Ахеро
Ахеро (англ. Ahero) — город на юго-западе Кении, в провинции Ньянза, в районе озера Виктория, в 20 км к юго-востоку от порта Кисуму. Центр сельскохозяйственного района. Через Ахеро протекает река Ньяндо (Nyando River), впадающая в бухту Ньякач (Nyakach Bay) залива Винам (Кавирондо) озера Виктория, которая орошает многочисленные рисовые поля. Узел автомобильных дорог. Конечный пункт дороги Исебаниа — Кисии — Ахеро, части дороги A1.